# Temnora pseudopylas
Temnora pseudopylas är en fjärilsart som beskrevs av Rothschild 1894. Temnora pseudopylas ingår i släktet Temnora och familjen svärmare. Inga underarter finns listade i Catalogue of Life.

## Bildgalleri

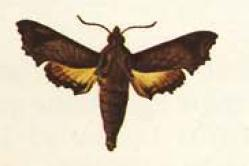